# 施泰因贝格 (石勒苏益格-荷尔斯泰因州)
施泰因贝格（德語：Steinberg）是德国石勒苏益格－荷尔斯泰因州的一个市镇。总面积16.24平方公里，总人口900人，其中男性452人，女性448人（2011年12月31日），人口密度55人/平方公里。